# Cairo (Illinois)
Cairo és una població dels Estats Units a l'estat d'Illinois. Segons el cens del 2000 tenia 3.632 habitants.
La població s'ubica a la confluència dels rius Mississipi i Ohio.

## Demografia
Segons el cens del 2000, Cairo tenia 3.632 habitants, 1.561 habitatges, i 900 famílies. La densitat de població era de 198,9 habitants/km².
Dels 1.561 habitatges en un 30,4% hi vivien nens de menys de 18 anys, en un 29,3% hi vivien parelles casades, en un 25,2% dones solteres, i en un 42,3% no eren unitats familiars. En el 39,7% dels habitatges hi vivien persones soles el 17,6% de les quals corresponia a persones de 65 anys o més que vivien soles. El nombre mitjà de persones vivint en cada habitatge era de 2,26 i el nombre mitjà de persones que vivien en cada família era de 3,08.
Per edats la població es repartia de la següent manera: un 30,4% tenia menys de 18 anys, un 8,1% entre 18 i 24, un 22% entre 25 i 44, un 21,6% de 45 a 60 i un 17,9% 65 anys o més.
L'edat mediana era de 36 anys. Per cada 100 dones de 18 o més anys hi havia 70,2 homes.
La renda mediana per habitatge era de 21.607 $ i la renda mediana per família de 28.242 $. Els homes tenien una renda mediana de 28.798 $ mentre que les dones 18.125 $. La renda per capita de la població era de 16.220 $. Aproximadament el 27,1% de les famílies estaven per davall del llindar de pobresa.

## Poblacions més properes
El següent diagrama mostra les poblacions més properes.